# Wiktoria Pikulik
Wiktoria Pikulik (ur. 15 czerwca 1998 w Skarżysku-Kamiennej) – polska kolarka torowa i szosowa.
Kolarstwo uprawia również jej siostra Daria.

## Kariera
W 2019 została trzykrotną mistrzynią kraju w kolarstwie torowym U23, wygrywając omnium, bieg drużynowy na dochodzenie (wraz z Martą Jaskulską i Marleną Karwacką) i zawody madison. 
W 2018 zajęła 3. miejsce, a w 2020 uplasowała się na 2. miejscu w trakcie Mistrzostw Polski w kolarstwie torowym w wyścigu punktowym kobiet. W 2018 wraz z siostrą zdobyła srebro, a w 2020 złoto na Mistrzostwach Polski w kolarstwie torowym w zawodach madison kobiet.
Była reprezentantką Polski na Letnich Igrzyskach Olimpijskich 2020 oraz 2024, gdzie wystąpiła w zawodach madison.